# Delphine Ernotte
Pour les articles homonymes, voir Ernotte.
Delphine Ernotte-Cunci, née le 28 juillet 1966 à Bayonne (Pyrénées-Atlantiques), ingénieure centralienne de formation, est une dirigeante d'entreprise française.
Entre 1989 et 2015, elle travaille à France Télécom, qui deviendra Orange, occupant plusieurs postes de direction à partir de 2000. Le 23 avril 2015, elle est nommée présidente de France Télévisions pour un mandat de cinq ans par le Conseil supérieur de l'audiovisuel (CSA), et occupe le poste à partir du 22 août 2015. Elle est reconduite à ces mêmes fonctions deux fois, le 22 juillet 2020, puis le 14 mai 2025.
Début octobre 2020, elle est élue à la présidence de l'Union européenne de radio-télévision pour une prise de fonction au 1er janvier 2021.

## Biographie

### Famille et formation
Delphine Cunci est la fille de Roger Cunci et de Simone Brana, tous deux médecins dans le pays basque français. Sa sœur, Marie-Christine Lemardeley, est adjointe de la maire de Paris Anne Hidalgo, chargée des questions relatives à l'enseignement supérieur, la vie étudiante et la recherche.
Son grand-père, Jean-Pierre Brana, fut maire de Bayonne à la Libération, de 1945 à 1947.
Elle est diplômée de l'École centrale Paris (promotion 1989).
Le 16 juin 1990, elle épouse le comédien Marc Ernotte ; de ce mariage naîtront deux enfants.

### France Télécom / Orange (1989-2015)
Delphine Ernotte, ou Delphine Ernotte Cunci, travaille à France Télécom (devenue par la suite Orange), de 1989, tout d'abord comme analyste financière, jusqu'à 1993. Elle y est ensuite ingénieure économiste à la recherche et développement, chargée de la planification jusqu'en 1999. Elle dirige ensuite un réseau de boutiques Orange à Paris. Elle est par la suite nommée directrice générale en 2000 de La Société de diffusion de radiotéléphonie (SDR), poste qu'elle occupe jusqu'en 2004.
De 2004 à 2006, elle est directrice régionale Centre-Val de Loire. En juillet 2006, elle est nommée directrice de la « communication France ». À ce titre, elle est responsable du renouveau de l'image de marque d'Orange.
En mai 2008, elle est nommée directrice commerciale France puis directrice « Grand public France » chez Orange en 2009. À ce titre, elle est directrice générale d'Orange Distribution, filiale d'Orange SA.
En avril 2010, elle est appelée par Stéphane Richard, devenu directeur général et no 2, comme directrice générale adjointe chargée des Opérations France. Elle fait donc partie des deux femmes qui siègent au comité exécutif du groupe Orange. Lorsque Stéphane Richard est nommé PDG le 1er mars 2011, Delphine Ernotte devient directrice générale d'Orange France.

### Présidente de France Télévisions (depuis 2015)
Le 23 avril 2015, Delphine Ernotte est élue par les membres du Conseil supérieur de l'audiovisuel (CSA) à la présidence de France Télévisions pour remplacer Rémy Pflimlin à partir du 22 août 2015 et pour un mandat de cinq ans. Elle est la première femme à occuper ce poste.
Dans son plan stratégique remis au CSA, la nouvelle présidente fixe trois priorités : « restaurer la confiance », « réinventer l'offre » et « réaffirmer le service public ». Elle prévoit le « non-remplacement des départs » et une « modération salariale » afin d'« éviter tout départ contraint ». L'une de ses premières décisions est de s'adjoindre la présence de Stéphane Sitbon-Gomez, petit-fils du journaliste Guy Sitbon, et considéré selon Le Monde.fr comme le bras droit de Cécile Duflot.
En décembre 2015, elle procède au remplacement de Pascal Golomer par Michel Field à la direction de l'information. Cependant, la Société des journalistes de France 2 s'étonne de l’éviction « brutale » de Golomer « en pleine période électorale ». La direction justifiera ce remplacement par la non venue de la présidente du FN Marine Le Pen à Des paroles et des actes, et un manque de réactivité de France 2 après les attentats du 13 novembre 2015. Golomer avait également émis des doutes sur la mise en œuvre de la future chaîne France Info,.
En 2016, Pascal Golomer sera finalement nommé par Ernotte directeur de la rédaction des sports de France Télévisions, en remplacement de François Brabant, appelé à rejoindre la création de France Info.
Début 2020, Delphine Ernotte se déclare candidate à sa propre succession à la tête de France Télévisions. Elle considère que France Télévisions « a besoin de continuité ». Le CSA la nommera pour un second mandat le 22 juillet 2020,.
Début octobre 2020, Delphine Ernotte devient la première femme à être élue à la tête de l'union européenne de radio-télévision. Elle prend ses fonctions le 1er janvier 2021. Elle est également membre du Groupe de travail mondial pour les médias publics, une initiative de la Public Media Alliance, depuis sa formation en septembre 2019,.
Quelques semaines après le début de son second mandat à la tête de France Télévisions, Delphine Ernotte insiste sur l'un de ses objectifs majeurs en matière de ressources humaines, la diversité : « On a un énorme rattrapage à faire. Ce sera le fil rouge de mon mandat ».
En janvier 2021, le journal Le Monde révèle qu'une partie variable de la rémunération des rédacteurs en chef de France Télévisions dépend de leurs efforts de renforcement de la couverture des sujets suivants : « Diversité, visibilité, Outre-Mer, Europe ». Pour Marianne, la pratique de prime financière et de contrainte éditoriale pour mettre en avant l'européisme « pose problème ». Delphine Ernotte prendrait ainsi les devants sur un projet gouvernemental « qui consiste à pousser les Français à aimer l'Europe. Le tout sur des chaînes financées par l'argent public ».
En juillet 2024, Laurent Delpech est nommé par Delphine Ernotte Cunci à la tête de France Info TV en remplacement d'Erik Berg, qui occupait ce poste jusqu’en septembre 2023.
En mai 2025, elle est reconduite par l'ARCOM pour un troisième mandat consécutif.

## Autres responsabilités

### Engagement pour l'égalité femme-homme
Décrite comme féministe, Delphine Ernotte est engagée pour l'égalité professionnelle femme-homme. Dans un entretien en 2012, elle déclare « Les femmes se demandent toujours si elles sont capables, il faut que ça change ». Au sein du groupe Orange, elle met en place en janvier 2013 le réseau Innov’Elles afin de contribuer à la valorisation et à la promotion des femmes au sein du groupe,.

### Mandats
Le 24 mai 2012, Delphine Ernotte Cunci est élue présidente du comité « Éthique et Développement durable » et membre du Comité d’audit et des comptes de Suez Environnement.
Elle préside le conseil d'administration de l'École nationale supérieure de la photographie (implantée à Arles),.
Elle est membre du conseil d’administration de CentraleSupélec depuis 2011 et en est la présidente depuis le 24 octobre 2019. Elle siège également au conseil d’administration de l’établissement culturel « Le Cent-Quatre ».
En novembre 2013, elle est cooptée au sein du club Le Siècle,.
Le 1er janvier 2019, Delphine Ernotte remplace Monica Maggioni à la vice-présidence de l'Union européenne de radio-télévision.

## Controverses

### À France Telecom
Dans le cadre de ses fonctions à France Télécom, Ernotte fut confrontée à la question sensible des suicides, dans laquelle son ancien PDG Didier Lombard avait mis en place un mode de management critiqué pour la pression qu’il faisait porter sur ses salariés, consécutive à la mise en place du plan « Next », qui aura pour conséquences une vague de suicides entre 2008 et 2010 (près d'une soixantaine sur la période), conduisant à la démission du patron d'Ernotte.
Propulsée à la direction générale adjointe chargée des Opérations France par Stéphane Richard, puis à la présidence d'Orange France, elle admet alors que ces drames ont suscité chez elle « un mélange de profonde culpabilité et de déni » et « une remise en question fondamentale ». Néanmoins, neuf suicides se produisent à nouveau entre janvier et mars 2014. Soit, en deux mois, presque autant que pour l'ensemble de l'année 2013 (11 suicides).

### À France Télévisions

#### Sur sa nomination
Selon L'Obs et Laurent Mauduit, sa nomination a été préparée par un influent réseau composé de David Kessler (ancien conseiller médias et culture auprès de François Hollande et responsable de la filiale cinéma de Orange), Xavier Couture (ex-TF1 et Canal+ et ancien conseiller chargé des relations avec les acteurs de l'audiovisuel auprès de Stéphane Richard) et par « le lobbyiste » Denis Pingaud, conseil de Mathieu Gallet,. Selon plusieurs médias, elle aurait également reçu le soutien d'Anne Hommel, ancienne conseillère de Dominique Strauss-Kahn, ancienne secrétaire de Jean-Christophe Cambadélis et ancienne consultante d’Euro RSCG. Laurent Mauduit ajoute que Sylvie Pierre-Brossolette, membre du CSA, a elle aussi milité, discrètement car « soumise à une obligation d’impartialité », pour sa candidature.
D'après Laurent Mauduit, Delphine Ernotte a été nommée grâce à la coalition des votes d'Olivier Schrameck, Sylvie Pierre-Brossolette, Nathalie Sonnac et Nicolas Curien — ces deux derniers, entrés récemment au CSA, étant « redevables de leur nomination » à Olivier Schrameck, selon Laurent Mauduit.
Les rédactions de France 2 et France 3 dénoncent le 21 avril 2015 la procédure « opaque et anti-démocratique » mise en place par le CSA pour choisir le nouveau président de la télévision publique,.
Philippe Bilger dénonce également une nomination « dans un climat de connivence et de clientélisme ». Laurent Mauduit critique une désignation « entachée d’irrégularités », affirmant notamment que Delphine Ernotte a plagié le projet de son concurrent Didier Quillot par l'intermédiaire de Xavier Couture, qui aurait d'abord soutenu ce dernier avant de rejoindre Delphine Ernotte — Xavier Couture dément ces allégations.
Deux syndicats, la CGC et la CFDT, contestent la régularité de la nomination de Delphine Ernotte en déposant plainte contre Olivier Schrameck pour abus d’autorité et trafic d’influence. Le ministère public classe l'affaire sans suite puis le Conseil d'État rejette les recours. Les deux syndicats déposent ensuite un recours devant le Conseil d'État. Delphine Ernotte, qui n'est pas visée, publie alors un « mémoire en défense » contestant les allégations de Laurent Mauduit, selon ce dernier « pour les contester, les nuancer, les admettre mais en les corrigeant à la marge ».

#### Exercice du mandat
Le 23 septembre 2015, elle déclare lors d'une interview dans l'émission Le Grand direct des médias sur Europe 1 que « On a une télévision d'hommes blancs de plus de 50 ans, et ça, il va falloir que cela change ». Ces propos ont rapidement suscité une controverse, Ernotte se retrouvant notamment accusé de « racisme » par l'ancien animateur de Nulle part ailleurs Philippe Gildas. Une accusation similaire est formulée de manière plus implicite par le journaliste Ivan Rioufol. Julien Lepers, officiellement évincé en janvier 2016 de l'émission Questions pour un champion qu'il animait pendant 27 ans, accuse quant à lui la présidente de France Télévisions de « faire de la discrimination ».
En novembre 2015, sa décision de licencier Philippe Verdier le 1er novembre 2015 pour avoir utilisé l'image du groupe pour la promotion de son livre est la cible de critiques.
Alors que la Cour des comptes publie un rapport critique sur la gestion de l'entreprise publique par le prédécesseur d'Ernotte, Rémy Pflimlin, président entre 2009 et 2015, une enquête menée par BFM Business affirme le même mois que la nouvelle directrice touche un salaire qualifié d'« exorbitant » par Le Figaro, constitué d'un fixe de 322 000 euros brut par an, avec un bonus variable pouvant aller jusqu'à 78 000 euros, soit un total de 400 000 euros bruts par an. Delphine Ernotte répond que sa rémunération annuelle a été divisée par deux en quittant FT/Orange pour rejoindre France Télévisions. Cette rémunération serait identique à celle de son prédécesseur, Rémy Pflimlin.
Durant la campagne présidentielle de 2017, elle doit faire face à plusieurs difficultés, entre des critiques concernant L'Émission politique, le peu de succès des émissions d'après-midi de France 2 ainsi que des audiences en berne.
Delphine Ernotte prend la décision de ne pas reconduire David Pujadas à la rentrée de septembre 2017, pour la présentation du journal de 20 heures sur France 2. Elle subit également la critique de personnalités du monde de la télévision et de radio, tel Frédéric Taddeï qui, en novembre 2017, lui reproche de tirer les chaînes du service public vers le bas.
En décembre 2017, au sein de France Télévisions, une motion de défiance contre Delphine Ernotte est adoptée à 84 % des voix, principalement en raison de la baisse des moyens et des effectifs alloués à l’information sur les chaînes du service public.

## Affaire judiciaire
Le 30 juin 2025, en compagnie notamment de Christian Estrosi et son épouse Laura Tenoudji-Estrosi, elle est placée en garde à vue  dans le cadre d’une enquête portant sur les conditions d’organisation et de financement de l’Eurovision Junior diffusé sur France Télévisions et d’un colloque sur le climat organisé par La Tribune à Nice,

## Théâtre
Amatrice de théâtre et de littérature, Delphine Ernotte a mis en scène Sceptick, une pièce de théâtre écrite par son mari Marc Ernotte,.

## Distinctions
Le 14 novembre 2011, Delphine Ernotte est nommée au grade de chevalier dans l'ordre national du Mérite au titre de « directrice d'une entreprise de télécommunications ; 22 ans de services » puis au grade de chevalier dans l'ordre national de la Légion d'honneur le 11 juillet 2014 au titre de « directrice générale dans une entreprise de télécommunications ; 24 ans de services. ».

## Pour approfondir